# Val Masino
Val Masino é uma comuna italiana da região da Lombardia, província de Sondrio, com cerca de 952 habitantes. Estende-se por uma área de 116 km², tendo uma densidade populacional de 8 hab/km². Faz fronteira com Ardenno, Buglio in Monte, Chiesa in Valmalenco, Civo, Novate Mezzola.

## Demografia
| Variação demográfica do município entre 1861 e 2011                               |
|                                                                                   |
| Fonte: Istituto Nazionale di Statistica (ISTAT) - Elaboração gráfica da Wikipedia |